# 土庄町立土庄小学校
土庄町立土庄小学校（とのしょうちょうりつ とのしょうしょうがっこう）は、香川県小豆郡土庄町にある公立小学校。
2015年4月1日に、土庄町立豊島小学校以外の町内4小学校（旧・土庄小学校、渕崎小学校、北浦小学校、四海小学校）が統合され、新設された。
2014年度まで存在した旧・土庄小学校は、瀬戸内国際芸術祭2016の開催期間中、案内所として使用されている。

## 沿革
- 1873年（明治6年）1月 - 西光寺を仮校舎とし、土庄小学校が開校。
- 1875年（明治8年） - 執中小学校と改称。
- 1887年（明治20年）3月 - 土庄尋常小学校と改称。児童数205人。
- 1891年（明治24年）4月 - 土庄簡易小学校を統合。
- 1908年（明治41年）7月 - 第一土庄尋常小学校と改称。
- 1913年（大正2年）4月 - 高等科を併設し、第一土庄尋常高等小学校と改称。
- 1918年（大正7年）11月 - 校歌「出で入る船の」発表。
- 1939年（昭和14年） - 校旗制定。
- 1941年（昭和16年）4月 - 第一土庄国民学校と改称。
- 1947年（昭和22年） - 土庄町立第一土庄小学校と改称。
- 1956年（昭和31年）4月 - 土庄町立土庄小学校と改称。
- 1966年（昭和41年）4月 - 土庄町立四海小学校豊島分校を統合。
- 2015年（平成27年）4月 - 土庄町立土庄小学校（旧）、土庄町立渕崎小学校、土庄町立北浦小学校、土庄町立四海小学校が統合し、土庄町立土庄小学校（新）が開校[1]。土庄小学校（旧）は土庄町甲657番地7に所在したが、土庄小学校（新）は土庄町渕崎甲2080番地1に設置。

## 通学区域
- 土庄町豊島を除く土庄町全域[2]

卒業生は基本的に土庄町立土庄中学校へ進学する。
- 2014年度までの旧・土庄小学校の通学区域は土庄町甲、乙、伊喜末のうち小豊島であった[3]。

## 学校周辺
- 香川県立土庄高等学校
- 土庄町立土庄中学校
- 土渕海峡 - 世界で最も狭い海峡
- 国道436号

## アクセス
- 土庄港から徒歩20分
- 小豆島オリーブバス 合同庁舎前にて下車

## 通学区域が隣接している学校
- 小豆島町立安田小学校
- 小豆島町立星城小学校
- 小豆島町立池田小学校
- 土庄町立豊島小学校 （海を挟んで隣接、定期旅客船で行き来可能）

## 関係項目
- 香川県小学校一覧
- 小豆島